# Andy Priaulx

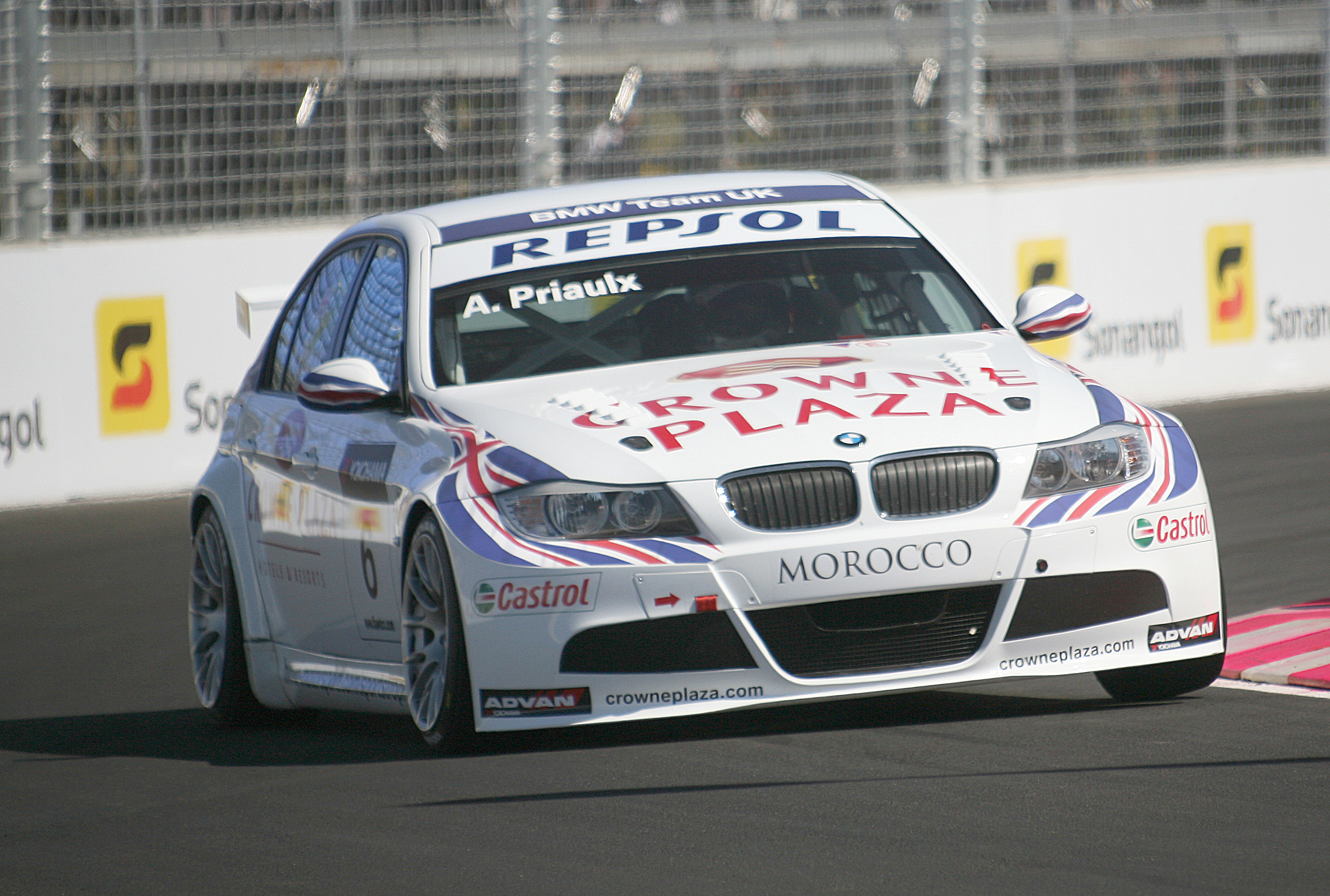
BMW Serie 3 de Andy Priaulx en el Campeonato Mundial de Turismos 2009

Andrew Graham Priaulx, más conocido como Andy Priaulx (nacido el 8 de agosto de 1974 en Guernsey, Reino Unido) es un piloto de automovilismo de velocidad especializado en turismos. Logró cuatro títulos internacionales de la FIA consecutivos en esa especialidad, más concretamente el Campeonato Mundial de Turismos de 2004 y el Campeonato Mundial de Turismos de 2005, 2006 y 2007, superando el récord de tres que Roberto Ravaglia tuvo entre 1986 y 1988. También participó en gran turismos, donde venció en las 24 Horas de Nürburgring de 2005 y las 12 Horas de Sebring de 2011, además de obtener podios en los 24 Horas de Le Mans y los 1000 km de Spa-Francorchamps. Priaulx ha sido piloto oficial de la marca alemana BMW desde 2003 hasta 2015, y Ford a partir de 2016.

## Inicios
En su juventud, Priaulx participó de disciplinas del motor tan variadas como subidas de montaña y carreras de lanchas. Más tarde se dedicó de lleno a las carreras de automovilismo de velocidad, al disputar la Fórmula Renault Británica, la Fórmula Palmer Audi (campeón invernal en 1998), la Copa Renault Spider Británica (campeón 1999) y la Fórmula 3 Británica (sexto en 2001).
Priaulx debutó con los turismos en el Campeonato Británico de Turismos en el año 2001, en el equipo Egg con un Vauxhall, consiguiendo varias poles pero ninguna victoria. Al año siguiente fue contratado por el equipo oficial de Honda, con el que consiguió ganar una carrera y subir al podio en cuatro, resultando así quinto en el clasificador final.

## Europeo y Mundial de Turismos (2003-2010)
El británico fichó por el equipo oficial británico de BMW en el Campeonato Europeo de Turismos, con el que fue tercero en 2003. En 2004 quedó empatado en puntos en primer lugar con Dirk Müller, y el británico se llevó el título al obtener cinco victorias contra tres del alemán.
El Campeonato Europeo de Turismos se transformó en el Campeonato Mundial de Turismos en 2005. Priaulx fue campeón en 2005 con una victoria y 11 podios, a la vez que venció en las 24 Horas de Nürburgring con un BMW M3 oficial en compañía de Pedro Lamy, Boris Said y Duncan Huisman. Luego defendió exitosamente su título mundial en 2006, logrando cinco triunfos. En 2007, el británico cosechó tres victorias y ocho podios, por lo que por cuarta vez consecutiva se consagró campeón.
Los BMW se mostraron menos competitivos frente a los SEAT León del Campeonato Mundial de Turismos a partir de 2008. Ese año, Priaulx quedó cuarto en el clasificador final, al obtener una victoria y nueve podios. Nuevamente finalizó cuarto en 2009 con dos triunfos y siete podios. En 2010, venció en seis carreras pero no subió al podio en ninguna otra, de modo que repitió su cuarto puesto final en el campeonato.

## Le Mans y DTM (2009-presente)
En paralelo, Priaulx compitió en resistencia para BMW. En 2009, corrió en Petit Le Mans en un BMW M3 de la clase GT2. En 2010, llegó tercero en las 12 Horas de Sebring, cuarto en los 1000 km de Spa-Francorchamps y retrasado en Petit Le Mans.
BMW dejó de competir oficialmente en el Campeonato Mundial de Turismos para 2011. Como consecuencia, Priaulx aumentó su participación en resistencia, ya que corrió ese año en la Copa Intercontinental Le Mans en un BMW M3 oficial de la clase GTE Pro. Ganó en las 12 Horas de Sebring, llegó segundo en Zhuhai, tercero en las 24 Horas de Le Mans y Spa-Francorchamps, y cuarto en Silverstone. Esos resultados no alcanzaron para evitar que AF Corse y Ferrari volvieran a ganar los títulos de equipos de GTE Pro y constructores de GTE.
Priaulx volvió a los turismos en 2012, al unirse al plantel de RBM en el retorno de BMW al Deutsche Tourenwagen Masters tras dos décadas ausente. Le costó adaptarse a la escasa carga aerodinámica del BMW M3, y puntuó en solamente cuatro carreras de diez sin podios, que lo relegaron al 13º puesto final.
En 2013, el británico no logró mejores resultados en el DTM: obtuvo apenas un sexto lugar y un noveno en diez carreras, por lo que terminó 20º en el tabla de puntos.
El piloto se mudó a Estados Unidos en 2014 para disputar el IMSA SportsCar Championship con un BMW Z4 GTLM oficial para el equipo Rahal. Junto a Bill Auberlen, consiguió el segundo puesto en las 24 Horas de Le Mans, y Laguna Seca, el tercer puesto en las 12 Horas de Sebring, y el cuarto puesto en Virginia. Así, quedó décimo en el campeonato de pilotos de la clase GTLM y séptimo en el campeonato de equipos.
Priaulx retornó al Campeonato Británico de Turismos en 2015 para pilotar un BMW Serie 1 del equipo West Surrey. Logró dos victoria sy ocho podios en 27 carreras, ubicándose octavo en el campeonato. Por otra parte, corrió en la European Le Mans Series con un BMW Z4 para el equipo Marc VDS, obteniendo el subcampeonato en la clase GTE. Además, corrió en tres carreras de resistencia del campeonato IMSA para Turner con un BMW Z4 de la clase GTD.
En 2016, Ford contrató a Priaulx como piloto oficial del equipo Chip Ganassi Racing para disputar el Campeonato Mundial de Resistencia con un Ford GT. Junto a Harry Tincknell y Marino Franchitti, obtuvo la victoria en Fuji y Shanghái, el segundo puesto en Spa-Francorchamps y el cuarto puesto en Silverstone, Austin y Baréin. Por tanto, quedó noveno en el campeonato de pilotos de la clase GTE-Pro y segundo en el campeonato de equipos. A su vez, finalizó quinto absoluto en las 24 Horas de Daytona con un prototipo Riley-Ford de Ganassi.

## Otras actividades
El británico también visitó Australia varias veces para correr en V8 Supercars, siempre al volante de un Holden Commodore. En 2002, corrió los 500 km de Quennsland y los 1000 km de Bathurst junto con Yvan Muller en el HSV Dealer Team. En 2003, disputó los 500 km de Sandown y los 1000 km de Bathurst acompañando a Cameron McLean; llegó 12º en la primera de las pruebas.
Priaulx participó en los 500 km de Phillip Island y los 1000 km de Bathurst de 2009 como escudero de David Reynolds en Walkinshaw Racing. En 2010 y 2011, disputó el Gran Premio de Surfers Paradise junto a Craig Lowndes en Triple Eight. En 2013 acompañó a Mattias Ekström en los 1000 km de Bathurst, obteniendo el décimo puesto con un Holden Commodore de Triple Eight.
Por otra parte, Priaulx ha disputado la Carrera de Campeones a partir de 2006 como parte de la selección británica. En su primera participación, quedó eliminado en primera ronda tanto en la prueba individual como por equipos. En 2007 y 2008, alcanzó las semifinales de ambas pruebas.
Priaulx y Jenson Button disputaron en 2009 la final de la Copa de las Naciones frente a Michael Schumacher y Sebastian Vettel, saliendo derrotados. En la prueba individual, Priaulx avanzó a cuartos de final, donde Button lo eliminó. La selección alemana volvió a derrotar a la británica en 2010, esta vez formada por Priaulx y Jason Plato, sin poder revertir el resultado anterior. En la prueba individual, Priaulx perdió en semifinales frente a Sébastien Loeb. En 2011, Priaulx y Button cayeron en semifinales de la Copa de las Nacionel por tercer año consecutivo frente a Vettel y Schumacher, esta vez en semifinales. El piloto fue derrotado en cuartos de final por el eventual campeón de pilotos, Sébastien Ogier.
Priaulx quedó último en la fase de grupos de ambas pruebas de la Carrera de Campeones 2012. En 2015 ganó la Copa de las Naciones en la Carrera de Campeones.

## Resultados

### Campeonato Mundial de Resistencia de la FIA
(Clave) (negrita indica pole position) (cursiva indica vuelta rápida)

| Año     | Escudería                 | Clase     | Automóvil | 1   | 2   | 3   | 4   | 5   | 6   | 7   | 8   | 9   | Pos. | Puntos | Ref.  |
| ------- | ------------------------- | --------- | --------- | --- | --- | --- | --- | --- | --- | --- | --- | --- | ---- | ------ | ----- |
| 2016    | Ford Chip Ganassi Team UK | LMGTE Pro | Ford GT   | SIL | SPA | LMS | NÜR | MEX | COA | FUJ | SHA | BHR | 5.º  | 117.5  | [ 1 ] |
| 2016    | Ford Chip Ganassi Team UK | LMGTE Pro | Ford GT   | 4   | 2   | 10  | 12  | 5   | 4   | 1   | 1   | 4   | 5.º  | 117.5  | [ 1 ] |
| 2017    | Ford Chip Ganassi Team UK | LMGTE Pro | Ford GT   | SIL | SPA | LMS | NÜR | MEX | COA | FUJ | SHA | BHR | 3.º  | 142.5  | [ 2 ] |
| 2017    | Ford Chip Ganassi Team UK | LMGTE Pro | Ford GT   | 1   | 4   | 2   | 5   | 4   | 7   | 13  | 1   | 3   | 3.º  | 142.5  | [ 2 ] |
| 2018-19 | Ford Chip Ganassi Team UK | LMGTE Pro | Ford GT   | SPA | LMS | SIL | FUJ | SHA | SEB | SPA | LMS |     | 4.º  | 90     | [ 3 ] |
| 2018-19 | Ford Chip Ganassi Team UK | LMGTE Pro | Ford GT   | Ret | 12  | 2   | 3   | 9   | 3   | 5   | 3   |     | 4.º  | 90     | [ 3 ] |

### Copa Mundial de Turismos
(Clave) (negrita indica pole position) (cursiva indica vuelta rápida)

| Año  | Equipo                     | Auto             | 1   | 2   | 3   | 4   | 5   | 6   | 7   | 8   | 9   | 10  | 11  | 12  | 13  | 14  | 15  | 16  | 17  | 18  | 19  | 20  | 21  | 22  | 23  | 24  | 25  | 26  | 27  | 28  | 29  | 30  | Pos. | Pts. |
| ---- | -------------------------- | ---------------- | --- | --- | --- | --- | --- | --- | --- | --- | --- | --- | --- | --- | --- | --- | --- | --- | --- | --- | --- | --- | --- | --- | --- | --- | --- | --- | --- | --- | --- | --- | ---- | ---- |
| 2019 |                            |                  | MAR | MAR | MAR | HUN | HUN | HUN | SVK | SVK | SVK | NED | NED | NED | ALE | ALE | ALE | POR | POR | POR | CHN | CHN | CHN | JAP | JAP | JAP | MAC | MAC | MAC | MYS | MYS | MYS | 18°  | 122  |
| 2019 | Cyan Performance Lynk & Co | Lynk & Co 03 TCR | 5   | 13  | 13  | 12  | Ret | 20  | 21  | 18  | 22  | 5   | 18  | 15  | 22  | 18  | 19  | 12  | 15  | 19  | 14  | 16† | 11  | 25† | 16  | 5   | 6   | 7   | 1   | 11  | 21  | 12  | 18°  | 122  |